# Organització per a l'Alliberament de Palestina
L'Organització per a l'Alliberament de Palestina (OAP) (àrab: منظمة التحرير الفلسطينية, Munaẓẓamat at-Taḥrīr al-Filasṭīniyya) és un moviment d'alliberament nacional palestí. L'OAP és considerada per les Nacions Unides l'únic representant legítim del poble palestí.
L'OAP va ser fundada per la Lliga Àrab en el dia 28 de maig de l'any 1964. En el moment de la seva creació, el seu objectiu més bàsic era la destrucció de l'Estat d’Israel a través de la lluita armada.
L'OAP inicialment va estar controlada de forma majoritària pel govern egipci. La carta fundacional de l'OAP posava l'accent en la destrucció de l'Estat d'Israel.
L'OAP defensa el dret al retorn dels refugiats palestins, i l'autodeterminació dels ciutadans palestins residents a Cisjordània i a Gaza, i s'oposa a l'ocupació dels territoris palestins per part de les Forces Armades d'Israel.
Per bé que d'entrada no es feia referència a un hipotètic estat palestí, més tard l'OAP recollia la idea de crear un estat independent entre el riu Jordà i la mar Mediterrània.
Més recentment, l'OAP ha adoptat oficialment la solució de crear dos estats, a on eventualment les nacions d'Israel i Palestina poden conviure en pau, i va deixar la porta oberta per tal d'arribar a uns acords específics amb l'Estat d'Israel per tal de reconèixer Jerusalem Est com la capital del futur Estat de Palestina, i defensar el dret al retorn dels refugiats palestins.
Tanmateix, molts líders palestins, incloent-hi Iàssir Arafat i Faisal Al-Husseini, han declarat sempre que l'objectiu últim de l'OAP és l'alliberament de tot el territori palestí.
El grup Setembre Negre de Jordània, va participar en un conflicte entre el Regne de Jordània i l'OAP en l'any 1970, després de la derrota en la Guerra de desgast, i va acabar en l'any 1971 quan l'OAP fou expulsada de Jordània.
La massacre de la carretera de la costa de 11 de març de 1978 va ser el desencadenant perquè, tres dies després, el govern de Menahem Beguín ordenés l'Operació Litani en què les Forces de Defensa d'Israel (FDI) van ocupar uns 1.000 quilòmetres quadrats al sud del Líban, per tal d'eliminar les bases de l'OAP, que va haver de retirar-se al nord del riu Litani. Les objeccions del govern libanès van conduir a la creació d'una força pacificadora de les Nacions Unides per les resolucions 425 i 426, i a la posterior retirada parcial israeliana.
El 1993, el president de l'OAP, Iàssir Arafat, va reconèixer l'Estat d'Israel en una carta oficial adreçada a l'aleshores Primer ministre d'Israel, Yitshaq Rabbín. En resposta a la carta d'Arafat, Israel reconeixia l'OAP com a legítim i únic representant del poble palestí. La Santa Seu, en 1994 anuncià l'establiment de relacions oficials amb l'OAP sense caràcter plenament diplomàtic.
Iàssir Arafat va presidir el Comitè Central de l'OAP des de l'any 1969 fins a l'any 2004, i després de la mort d'Arafat, Mahmud Abbas va esdevenir el nou President de l'Estat de Palestina.